# William Temple
William Temple (Exeter, 15 ottobre 1881 – Westgate-on-Sea, 26 ottobre 1944) è stato un arcivescovo anglicano e teologo inglese.

## Biografia
Secondo figlio dell'arcivescovo di Canterbury Frederick Temple, seguì gli studi alla Rugby School e al Balliol College di Oxford. Fu ricercatore e docente di Filosofia alla Queen's College di Oxford dal 1904 al 1910, e fu ordinato sacerdote nel 1909. Tra il 1910 e il 1914 fu preside della Repton School, poi tornò a essere pastore a tempo pieno, divenendo Vescovo di Manchester nel 1921 e Arcivescovo di York nel 1929.
Famoso predicatore e insegnante, forse più conosciuto per il suo libro del 1942, Cristianesimo e ordine sociale. Nello stesso anno, con il rabbino capo Giuseppe Hertz, fondò il Consiglio dei cristiani ed ebrei contro il bigottismo anti-ebraico.
Difese la classe operaia e sostenne riforme economiche e sociali. Dal 1908 al 1924, come primo presidente dell'Associazione educativa dei lavoratori, aderì al Partito Laburista. Egli partecipò al movimento ecumenico, alla Conferenza di Losanna del 1927, e contribuì a preparare la Conferenza Mondiale delle Chiese a Edimburgo nel 1937.
Morì a Westgate-on-Sea nel Kent, il 26 ottobre 1944. Fu il primo Primate d'Inghilterra a essere cremato e la sua cremazione ebbe un enorme impatto sulla Chiesa e sull'intera comunità anglicana. Le sue ceneri sono sepolte nella parte meridionale della sua cattedrale.

## Scritti
Fra le altre opere scrisse:
- Church and Nation (1915)
- Personal Religion and the Life of Fellowship (1926)
- Christianity and the State (1928)
- Nature, Man and God (1934)
- Men Without Work (1938)
- Christianity and the Social Order (1942)
- The Church Looks Forward (1944)

## Ascendenza
|                                          |                                       |                                       | Genitori                                |  |  | Nonni |  |  | Bisnonni                    |  |  | Trisnonni      |  |
|                                          |                                       |                                       |                                         |  |  |       |  |  | rev. William Johnson Temple |  |  | William Temple |  |
|                                          |                                       |                                       |                                         |  |  |       |  |  | rev. William Johnson Temple |  |  | William Temple |  |
|                                          |                                       | Sarah Johnston                        |                                         |  |  |       |  |  | rev. William Johnson Temple |  |  |                |  |
| Octavius Temple                          |                                       |                                       |                                         |  |  |       |  |  | rev. William Johnson Temple |  |  |                |  |
|                                          |                                       | Anne Stow                             | William Stow                            |  |  |       |  |  |                             |  |  |                |  |
|                                          |                                       | Anne Stow                             | William Stow                            |  |  |       |  |  |                             |  |  |                |  |
|                                          |                                       | Anne Stow                             | Anne Blake                              |  |  |       |  |  |                             |  |  |                |  |
| arcivescovo Frederick Temple             |                                       | Anne Stow                             |                                         |  |  |       |  |  |                             |  |  |                |  |
|                                          |                                       | Richard Carveth                       | Richard Carveth                         |  |  |       |  |  |                             |  |  |                |  |
|                                          |                                       | Richard Carveth                       | Richard Carveth                         |  |  |       |  |  |                             |  |  |                |  |
|                                          |                                       | Richard Carveth                       | Dorcas Gerrans                          |  |  |       |  |  |                             |  |  |                |  |
| Dorcas Carveth                           |                                       | Richard Carveth                       |                                         |  |  |       |  |  |                             |  |  |                |  |
|                                          |                                       | Margaret Andrew                       | Matthew Andrew                          |  |  |       |  |  |                             |  |  |                |  |
|                                          |                                       | Margaret Andrew                       | Matthew Andrew                          |  |  |       |  |  |                             |  |  |                |  |
|                                          |                                       | Margaret Andrew                       | Margaret Langdon                        |  |  |       |  |  |                             |  |  |                |  |
| arcivescovo William Temple               |                                       | Margaret Andrew                       |                                         |  |  |       |  |  |                             |  |  |                |  |
|                                          | Henry Lascelles, II conte di Harewood | Edward Lascelles, I conte di Harewood |                                         |  |  |       |  |  |                             |  |  |                |  |
|                                          | Henry Lascelles, II conte di Harewood | Edward Lascelles, I conte di Harewood |                                         |  |  |       |  |  |                             |  |  |                |  |
|                                          | Henry Lascelles, II conte di Harewood | Anne Chaloner                         |                                         |  |  |       |  |  |                             |  |  |                |  |
| hon. William Saunders Sebright Lascelles | Henry Lascelles, II conte di Harewood |                                       |                                         |  |  |       |  |  |                             |  |  |                |  |
|                                          |                                       | Henrietta Sebright                    | sir John Sebright, VI baronetto         |  |  |       |  |  |                             |  |  |                |  |
|                                          |                                       | Henrietta Sebright                    | sir John Sebright, VI baronetto         |  |  |       |  |  |                             |  |  |                |  |
|                                          |                                       | Henrietta Sebright                    | Sarah Knight                            |  |  |       |  |  |                             |  |  |                |  |
| Beatrice Blanche Lascelles               |                                       | Henrietta Sebright                    |                                         |  |  |       |  |  |                             |  |  |                |  |
|                                          |                                       | George Howard, VI conte di Carlisle   | Frederick Howard, V conte di Carlisle   |  |  |       |  |  |                             |  |  |                |  |
|                                          |                                       | George Howard, VI conte di Carlisle   | Frederick Howard, V conte di Carlisle   |  |  |       |  |  |                             |  |  |                |  |
|                                          |                                       | George Howard, VI conte di Carlisle   | lady Margaret Leveson-Gower             |  |  |       |  |  |                             |  |  |                |  |
| lady Caroline Georgiana Howard           |                                       | George Howard, VI conte di Carlisle   |                                         |  |  |       |  |  |                             |  |  |                |  |
|                                          |                                       | lady Georgiana Cavendish              | William Cavendish, V duca di Devonshire |  |  |       |  |  |                             |  |  |                |  |
|                                          |                                       | lady Georgiana Cavendish              | William Cavendish, V duca di Devonshire |  |  |       |  |  |                             |  |  |                |  |
|                                          |                                       | lady Georgiana Cavendish              | lady Georgiana Spencer                  |  |  |       |  |  |                             |  |  |                |  |
|                                          |                                       | lady Georgiana Cavendish              |                                         |  |  |       |  |  |                             |  |  |                |  |